# Lorenzo Bianchi
Lorenzo Bianchi (Corteno, 5 de abril de 1899–Brescia, 13 de febrero de 1983) fue un sacerdote misionero católico italiano, del Pontificio Instituto Misiones Extranjeras, elegido obispo de Hong Kong. Cargo que desempeñó hasta su muerte.

## Biografía
Lorenzo Bianchi nació en Corteno, en la provincia de Brescia (Italia), el 5 de abril de 1899. Cuando terminó sus estudios prestó el servicio militar. Al finalizar, ingresó al seminario de Brescia. En el segundo año de teología abandonó el seminario e ingresó al Pontificio Instituto Misiones Extranjeras de Milán, donde fue ordenado sacerdote el 22 de septiembre de 1922. Su primer destino fue la diócesis de Hong Kong, donde llegó en 1923. Le fue asignada la misión de Hoifung, al interior de China. Durante la misión fue arrestado por los comunistas en 1925. Fue liberado en 1927. Le obligaron a abandonar la misión. A partir de entonces se dedicó a la formación de las vocaciones nativas, enseñando filosofía en el seminario de Mooiyen.
En 1947, Bianchi fue designado superior regional del Instituto Misiones Extranjeras. Cargo que desempeñó solo por dos años, puesto que fue nombrado obispo coadjutor de Hong Kong, el 10 de marzo de 1949. Fue consagrado en la catedral de la Inmaculada Concepción el 9 de octubre del mismo año. En el cargo se dedicó a ayudar a las misiones del interior de China con el fin de animarles en la fe cristiana, en el momento de las persecuciones. En 1951 fue arrestado por los comunistas, junto a otros misioneros. Estando aún en prisión fue nombrado obispo de Hong Kong, a la muerte de su predecesor Enrico Valtorta.
El 17 de octubre de 1952 fue deportado de China, pudiendo así ocupar el gobierno de su diócesis. Durante su ministerio se dedicó a la obra misionera de la evangelización y a las obras sociales en favor de los perseguidos. En 1954 regresó a Italia, desde entonces, se dedicó a propagar por occidente la situación de los cristianos perseguidos por el gobierno comunista en China. Participó en todas las sesiones del  Concilio Vaticano II (1963-1965). En 1968 presentó la dimisión al gobierno de la diócesis de Hong Kong, pidiendo al papa Pablo VI que nombrase un obispo chino para la misma. El papa nombró como sucesor al primer obispo chino de Hong Kong, Francis Xavier Hsu Chen-Ping.
El obispo emérito de Hong Kong vivió el resto de sus días, desde 1969 hasta su muerte, en Italia, en diversas casas de las Misiones Extranjeras de Milán, primero en Génova, luego en Lecco y finalmente en Brascia, donde murió el 3 de febrero de 1983.